# Cidul (operă)

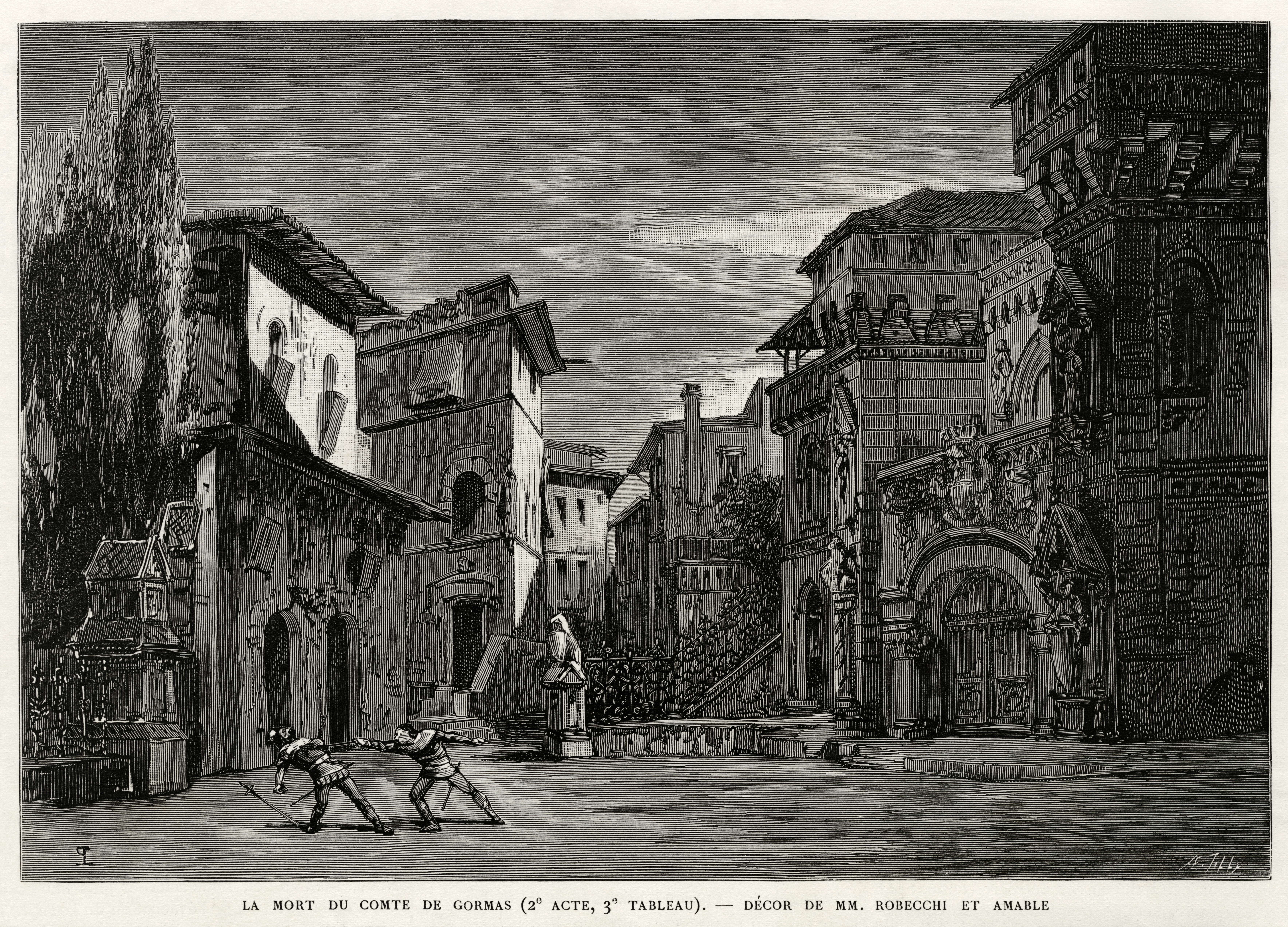
Cidul - actul 3, scena 3

Cidul (în franceză Le Cid) este o operă în 4 acte și 10 tablouri de Jules Massenet după un libret de Adolphe Philippe d'Ennery, Louis Gallet și Édouard Blau, bazat pe piesa omonimă de Pierre Corneille și pe piesa Les Enfances du Cid de Guillén de Castro.

## Prezentare
Compozitorul a fost obligat contractual să introducă și o suită de balet înaintea actului II. Baletul cuprinde 7 tablouri, din care 6 descriu muzical 6 provincii spaniole (Castilia, Andaluzia, Aragon, Catalonia, Madrid, Navarra), cel de la șaptelea fiind o aubadă.
Premiera operei a avut loc la Paris în ziua de 30 noiembrie 1885 la Opéra Garnier.
Acțiunea operei se bazează pe un personaj istoric real, El Cid, pe numele său adevărat Rodrigo Diaz de Vivar, un erou legendar spaniol. Datorită faptelor sale de arme în luptele contra ocupației arabe din peninsula iberică, și-a căpătat și numele de "El Cid Campeador". S-a născut în anul 1043 în orașul Burgos, fiind vasal al regelui Alfonso al VI-lea. A murit în anul 1096 la Valencia.

## Personajele principale
- Regele Alfonso al VI-lea al Leonului și Castiliei (bariton)
- Doña Urraque, infanta Spaniei (soprană)
- Rodrigue (tenor) (Rodrigo Díaz de Vivar, numit „El Cid“)
- Don Diègue de Vivar, tatăl lui "El Cid" (bas)
- Chiméne (soprană)
- Don Gomès, conte de Gormas, tatăl ei (bas)
- Don Arias, prieten al contelui de Gormas (tenor)
- Don Alonso, prieten al contelui de Gormas (bas)